# قتيد (ماهلية)

تعديل مصدري - تعديل

قتيد هي إحدى قرى عزلة العمود ال طالب بمديرية ماهلية التابعة لمحافظة مأرب، بلغ تعداد سكانها 92 نسمة حسب تعداد اليمن لعام 2004.